# سیلویا آوالونه

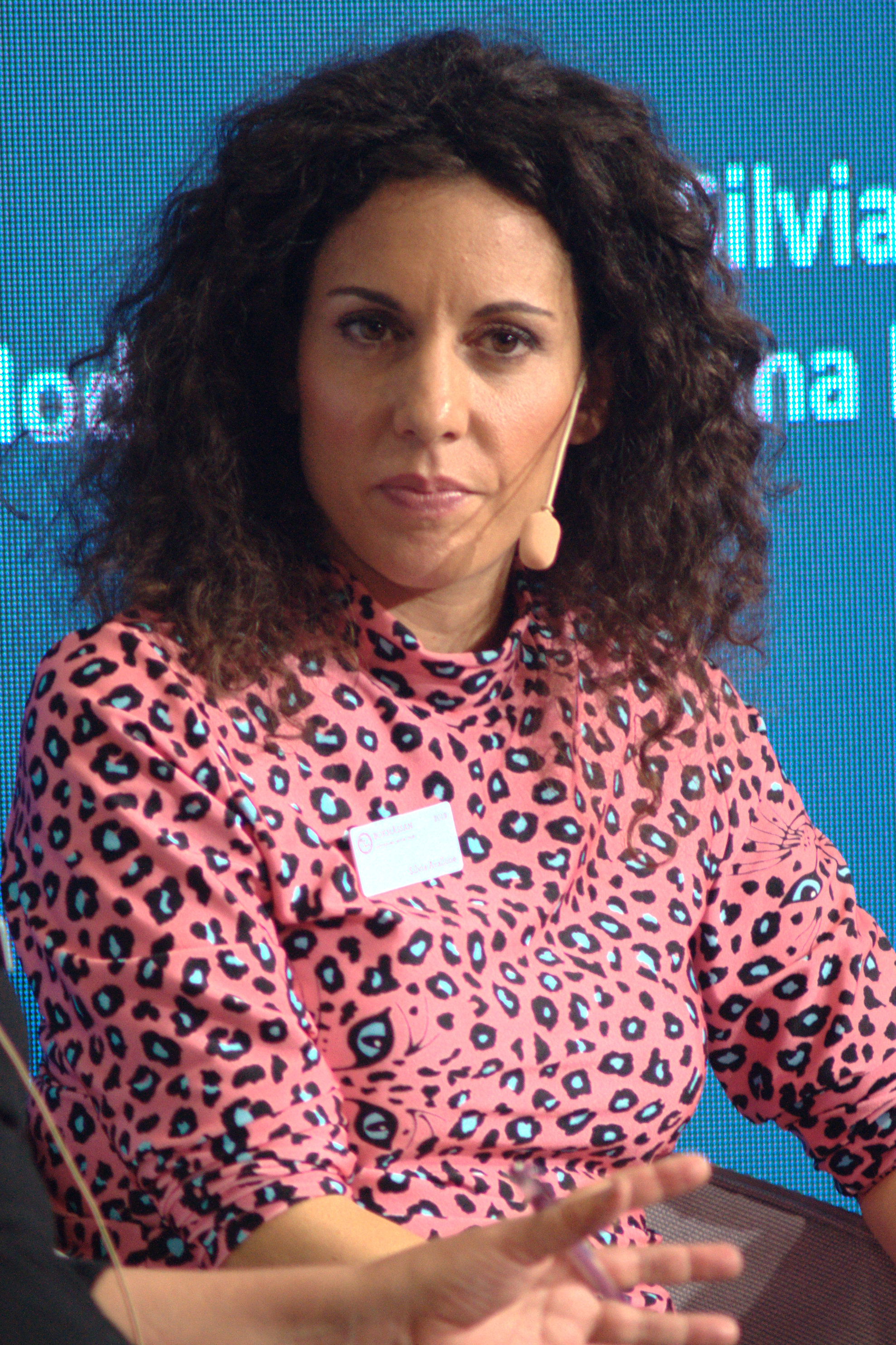
سیلویا آوالونه در سال ۲۰۱۹

سیلویا آوالونه (به ایتالیایی: Silvia Avallone)؛ (زاده ۱۱ آوریل ۱۹۸۴) رمان‌نویس و شاعر ایتالیایی است.

## اوایل زندگی
او در سال ۱۹۸۴ در بیلا به دنیا آمد و دوران نوجوانی خود را در پیومبینو گذراند. او تنها فرزند خانواده بود. پدرش صاحب یک تجارت کوچک و مادرش معلم مدرسه بودند. او در بولونیا فلسفه و ادبیات خواند و بعداً با یک کتابفروش ازدواج کرد.

## حرفه ادبی
اولین مجموعه شعر او، کتاب بیست سال، در سال ۲۰۰۷ منتشر شد. او همچنین داستان‌های کوتاهی نوشته که در مجلات ادبی چاپ شد. اولین رمان او به نام فولاد، در سال ۲۰۱۰ توسط شرکت رسانه‌ای ایتالیایی آرسی‌اس منتشر شد. این رمان به شدت بر تجربیات دوران کودکی او در یک کارخانه فولاد در پیومبینو تکیه دارد. از این کتاب ۳۵۰۰۰۰ نسخه فروخته و به چندین زبان ترجمه شد. او برنده جایزه کامپیلو و فینالیست جایزه استرگا شد.
دومین رمان او، مارینا بیوتی، در سال ۲۰۱۳ منتشر شد. 
او در سال ۲۰۱۸ سومین رمان خود را به نام «از جایی که زندگی کامل است» منتشر کرد که تاریخ درهم تنیده دو زن ایتالیایی را روایت می‌کند که با مسئله مادری مواجه شده‌اند. 